# Laboratoire de médiévistique occidentale de Paris
 (avril 2020).
Le Laboratoire de médiévistique occidentale de Paris (LaMOP) est une unité mixte de recherche (UMR 8589) en histoire du Moyen Âge, créée en 1998, qui relève des tutelles du Centre national de la recherche scientifique (CNRS) et de l’Université Paris 1 Panthéon-Sorbonne (Unité de formation et de recherche d'histoire).
Le laboratoire réunit des historiens médiévistes, des archéologues et des latinistes de l’université Paris 1, du CNRS et de l’Institut national de recherches archéologiques préventives. Leurs activités scientifiques portent sur le Moyen Âge en Occident sur une chronologie longue (du Ve au XVe siècle), et sur un espace géographique varié (France, îles britanniques, péninsule Ibérique, Italie, Allemagne, Scandinavie, Balkans). Son approche de l’histoire relève de l’anthropologie historique, de l’histoire sociale, de l’épistémologie et des humanités numériques appliquées à la recherche historique.

## Historique
Le LaMOP est né d’une volonté du CNRS de regrouper plusieurs équipes de recherche en une seule structure[réf. souhaitée]. En 1977, la commission 39 du CNRS transforme l’aide individuelle accordée à Bernard Guenée depuis 1973 pour permettre à Jean-Philippe Genet d’utiliser les moyens informatiques du CIRCE à Orsay en une Équipe de Recherche Associée « Traitement automatique des sources du Moyen Âge », l’ERA 713, associant le CNRS et l’Université Paris 1. Son axe de recherche prolonge l’histoire des institutions de Bernard Guenée par le développement de la lexicologie informatisée et de la prosopographie. L’équipe devient, en 1985, l’UA (Unité associée) 1004 « Traitement automatique des sources du Moyen Âge », dirigée par Bernard Guenée, puis en 1989 l’URA 1004 (Unité de recherche associée) « Culture politique et société en Europe (IXe – XVIe siècle) », dirigée par Jean-Philippe Genet jusqu’en 1994.
Les membres constitutifs de l’UA 1004 sont historiquement liés à l’ER 52 (Équipe de Recherche) du CNRS, créée en 1968. L’activité de l’ER 52 est destinée à la « Recherche sur l’Humanisme Français des XIVe et XVe siècles » (ERHF) avant de devenir la CEMAT (« Culture écrite du Moyen Âge tardif ») en 1985. Les recherches de l’équipe se fondent sur les travaux d’histoire intellectuelle de Gilbert Ouy et ceux de Franco Simone à l’Université de Turin. Elle étudie l’« objet-livre », avec une approche à la fois philologique et codicologique. L’ER 52 devient peu après l’UPR 52 (Unité propre de recherche) qui développe, sous l’impulsion d’Ezio Ornato et de Carla Bozzolo, les méthodes de la codicologie quantitative. Celles-ci passent par l’exploration des fonds médiévaux des grandes bibliothèques européennes, la prospection systématique des milieux intellectuels et la constitution de fichiers biographiques des personnes ayant joué un rôle intellectuel pour ensuite faire l’objet d’un traitement informatique et statistique. Cette méthode d’analyse des sources vise alors à consolider une histoire sociale de « l’objet-livre ».
Ces regroupements conduisent, en 1994, à la création par Ezio Ornato (UPR 52) et Jean-Philippe Genet (UA 1004) de l’UMR 9963 « Culture, politique et société en Europe (IXe – XVIe siècle) » (CNRS/Paris 1). Les deux équipes se rencontrent sur le terrain de l’histoire culturelle et politique de la France du XIVe et du XVe siècle et sur l’application de l’informatique à l’histoire du livre.
L’UMR 9963 devient en 1998 le LaMOP, « Laboratoire de Médiévistique Occidentale de Paris » (UMR 8589 Paris 1/CNRS). Le laboratoire fusionne alors l’UA 1004 et trois autres centres de recherche de Paris I : l’Équipe d’histoire des mines et de la métallurgie (Paul Benoît), le Centre de Recherche d’Histoire de l’Occident Médiéval (Robert Fossier) et le Centre d’étude et de recherche sur le monde méditerranéen au Moyen Âge (Pierre Toubert). S’ajoutent à l’UA 1004 le Lexique du Latin Philosophique Médiéval (UFR de Philosophie, Paris I), l’UPR 113 du CNRS (Histoire et structure des orthographes et systèmes d’écriture) et une formation associant le CNRS au Musée de la Marine (Nouveau Glossaire nautique de Jal). Trois GDR (Groupement de Recherche du CNRS), étaient rattachés au nouveau laboratoire : « France-Îles britanniques » (dirigé par Jean-Philippe Genet), le GDR « Gersone » (dirigé par Hélène Millet) et à Tours, le GDR 0955, « Genèse médiévale de l’Anthroponymie moderne » (dirigé par Monique Bourin). Tous deux élus professeur à Paris I en 1993, Michel Parisse et Monique Bourin apportaient leurs programmes au nouvel ensemble, centrés respectivement sur le latin médiéval et sur l’histoire économique et sociale du Moyen Âge. Élue professeure en 2003, Régine Le Jan apporte pour sa part un programme de recherche portant sur le haut Moyen Âge.

## Orientations scientifiques
Par son histoire et les étapes de sa création[réf. souhaitée], l’orientation scientifique du LaMOP repose sur trois principes : la fortification des méthodologies de la recherche historique (notamment l’informatique), la transdisciplinarité (anthropologie, économie, sociologie, lexicologie, linguistique, etc.) et les méthodes de l’érudition appliquées à l’étude des textes (paléographie, philologie, codicologie, diplomatique). Les terrains d’études du Laboratoire depuis sa fondation sont l’histoire des Îles britanniques, la genèse de l’État moderne, l’histoire urbaine, la spatialité et la mesure, les échanges économiques, l’étude des réseaux et des communautés au Moyen Âge, l’histoire du livre médiéval et la codicologie quantitative. Les approches de la recherche relèvent de l’anthropologie historique, de l’histoire sociale et culturelle, de l’histoire économique, de l’archéologie, de l’histoire de la construction et de l’étude et de l’enseignement du latin médiéval et des langues vernaculaires.
Depuis 2015, la recherche au LaMOP se structure en six thèmes de recherches parcourus par un axe transversal « Épistémologie et savoir-faire ».
- Formes, matière, techniques : porte sur les actions de l’homme sur la matière et sur l’environnement par l’étude de l’exploitation d’un milieu, de ses richesses et de ses contraintes.
- Livres, textes, langages : regroupe l’ensemble des recherches du LaMOP sur le texte médiéval dans ses dimensions matérielles (le support textuel, la matière, l’objet), la linguistique (latin, langues modernes, interaction entre les deux champs) et sociale.
- Pouvoirs, gouvernement, domination : regroupe les réflexions sur les pouvoirs, leurs fondements et les conditions de leur affirmation avec une fédération de la recherche sur le thème de la souveraineté marquée par l’anthropologie politique et juridique.
- Produire, écrire, échanger : destiné à l’étude de la vie économique dans ses rapports avec la vie sociale et avec l’écriture.
- Réseaux et communautés : Ce thème réunit les enquêtes sur la constitution et le fonctionnement des groupes sociaux dans l’Occident médiéval en s’intéressant à la fois aux pratiques et aux discours.
- Spatialité : Le thème spatialité s’intéresse aux perceptions et usages de l’espace médiéval.

## Histoire et informatique

### Informatique et méthodologie historique
L’informatique est une préoccupation méthodologique des membres du LaMOP et des équipes antérieures. Les orientations informatiques des équipes initiales (l’ERA 713 et l’UA 1004), ont été exposées pour la première fois au « colloque Histoire Médiévale et Informatique », tenu à l’École Française de Rome en 1975 à l’issue duquel la décision est prise de concevoir un bulletin de l’IRHT : Le médiéviste et l’ordinateur,, porté par Lucie Fossier et Caroline Bourlet. Le bulletin réunit les médiévistes intéressés par l’informatique et les nouvelles techniques appliquées à l’histoire médiévale. La revue semestrielle voit le jour en 1979. En 2004, la revue devient uniquement électronique (43e numéro) et la dernière livraison a lieu en 2007 (45e numéro). À partir de 1986, les mêmes équipes participent à la création de la revue Histoire & Mesure consacrée au développement des méthodes quantitatives appliquées à l’histoire et leur versant informatique pour l’analyse statistique des sources. À partir de 1987, les équipes de médiévistes français s’investissent dans l’International Association for History and Computing basée à Londres et dans l’organisation des colloques portés par l’association à Cologne en 1988, à Bordeaux en 1989, à Montpellier en 1990 et à Bologne en 1992. En 1988, la branche française de l’organisation voit le jour : l’Association Française pour l’Histoire et l’Informatique, créée en 1988. Au cours de leur activité scientifique, les équipes françaises se spécialisent dans l’informatisation de deux méthodes historiques : la prosopographie, et la lexicologie.

### Pôle informatique de recherche et d’enseignement en histoire (PIREH)
L’expérience des membres du LaMOP en informatique appliquée à l’histoire aboutit à la création d’une équipe de recherche et d’enseignement spécialisée dans l’informatique pour l’histoire : le « Pôle Informatique de Recherche et d’Enseignement en Histoire » (PIREH), auparavant « Pôle informatique de recherche historique » (PIRH). Le PIREH propose un cursus « Histoire et informatique » au sein de l’UFR d’histoire (UFR 09) de l’Université Paris 1 Panthéon-Sorbonne.[réf. souhaitée]

### Ménestrel (portail du médiéviste)
Le LaMOP figure parmi les institutions fondatrices du site Ménestrel (MÉdiévistes sur l’InterNet/Sources, Travaux, Références En Ligne). Ménestrel est un réseau de médiévistes et de professionnels de la documentation réunis par la volonté d’offrir gratuitement un outil de travail en ligne aux chercheurs et aux étudiants. Il a vu le jour en 1997 à l’initiative des équipes collaborant à la revue Le Médiéviste et l’ordinateur liées au LaMOP pour prolonger l’aspect numérique de la recherche sur le monde médiéval. Plusieurs institutions ont collaboré à la construction de l’outil en ligne : l’Urfist de Paris (Unité régionale de formation à l’information scientifique et technique), l’IRHT (Institut de recherche et d’histoire des textes), l'École nationale des chartes, le Centre d'études supérieures de civilisation médiévale de Poitiers (CESCM) et l'École normale supérieure (ENS). Les objectifs étaient alors de favoriser sur internet le développement de ressources européennes pour l’étude du Moyen Âge et plus particulièrement de ressources francophones pour faciliter la visibilité des travaux des médiévistes au niveau international. Les missions étaient aussi de créer un réseau scientifique et d’opérer un repérage critique des ressources disponibles sur les sites francophones puis européens pour l’usage des chercheurs, enseignants, étudiants, voire des amateurs éclairés,.

## Publications
L’activité du laboratoire sur l’histoire des textes donne lieu à la création des Cahiers électroniques d’histoire textuelle du LaMOP (CEHTL)] pour pérenniser les acquis des « Journées d’histoire textuelle » du LaMOP organisées depuis 2001 par l’équipe de l’Institut d’histoire textuelle de Villejuif. Une revue annuelle est publiée depuis 200.[pas clair]

## Localisation du laboratoire
Le laboratoire est dispersé sur plusieurs sites parisiens, à la Sorbonne, ses annexes du Centre Malher et du Centre Michelet, à l’Institut des traditions textuelles (FR 33 du CNRS) à Villejuif et sur le Campus Condorcet d'Aubervilliers.

## Bibliothèque Halphen
Le LaMOP est responsable de la bibliothèque Halphen qui compte aujourd’hui près de 15 000 ouvrages. Cette bibliothèque, à l’origine commune aux universités de Paris I et Paris IV, fut d’abord financée par le Centre de recherche d’Histoire médiévale de Paris, sous la direction de Robert Fossier, jusqu’à la disparition du centre en 1991, puis par l’UA 1004 et, par la suite, par le LaMOP. Elle porte le nom de Louis Halphen dont le fonds fut acquis par la Sorbonne. La bibliothèque Halphen rassemble des fonds d’origines diverses. En 1963, l’Université de Paris I faisait l’acquisition de 1 500 ouvrages datant d’avant 1941 auprès de Jean-Paul Bloch, fils de Marc Bloch, sur les 18 000 volumes que comptait la bibliothèque de l’historien. Une part de ce fonds fut attribuée, à la demande d’Édouard Perroy, à la Bibliothèque Halphen alors en cours de constitution. 456 références furent ainsi versées en 2007 au fonds Halphen. D’autres legs ont participé à la composition de la bibliothèque : ceux de Philippe Dautrey, de Robert Fossier (ensemble de ses tirés à part), de Jean-Claude Richard, de Pierre Gasnault et René Fédou. D’autres parties des bibliothèques de fondateurs de l’histoire médiévale ont également été intégrées : celles d’Edouard Perroy, de Michel Mollat, d’Yves Renouard, de Jean Devisse et les archives de Gérard Rippe qui participent à faire de la bibliothèque un témoignage de l’historiographie médiévale française. La bibliothèque conserve également les thèses de doctorat et les mémoires de maîtrise, DEA et master en histoire médiévale soutenus depuis 1949 à la Sorbonne et depuis 1968 à l’université de Paris 1 Panthéon-Sorbonne. Dans sa globalité, le fonds de la bibliothèque Halphen couvre l’histoire rurale, économique et sociale, l’histoire politique et religieuse, l’historiographie et la méthodologie historique pour l’Europe occidentale et l’Europe du Nord à l’époque médiévale et les débuts des temps modernes.[réf. souhaitée]

## Direction
| Portrait                                                                     | Identité                                 | Période | Période | Durée |
| Portrait                                                                     | Identité                                 | Début   | Fin     | Durée |
| ---------------------------------------------------------------------------- | ---------------------------------------- | ------- | ------- | ----- |
| Pas de portrait sous licence libre disponible pour Jean-Philippe Genet.      | Jean-Philippe Genet (né en 1944)         | 1998    | 2005    | 7 ans |
| Pas de portrait sous licence libre disponible pour Monique Goullet.          | Monique Goullet (d) (née en 1949)        | 2006    | 2009    | 3 ans |
| Pas de portrait sous licence libre disponible pour Laurent Feller.           | Laurent Feller (né en 1955)              | 2010    | 2013    | 3 ans |
| Pas de portrait sous licence libre disponible pour Philippe Bernardi.        | Philippe Bernardi (d) (né au XXe siècle) | 2014    | 2018    | 4 ans |
| Pas de portrait sous licence libre disponible pour Geneviève Bührer-Thierry. | Geneviève Bührer-Thierry (née en 1960)   | 2019    | 2023    | 4 ans |
| Pas de portrait sous licence libre disponible pour Eliana Magnani.           | Eliana Magnani (d)                       | 2024    |         |       |